# Nerkin Szorża
Nerkin Szorża – wieś w Armenii, w prowincji Gegharkunik. W 2011 roku liczyła 12 mieszkańców.